# 돼지바

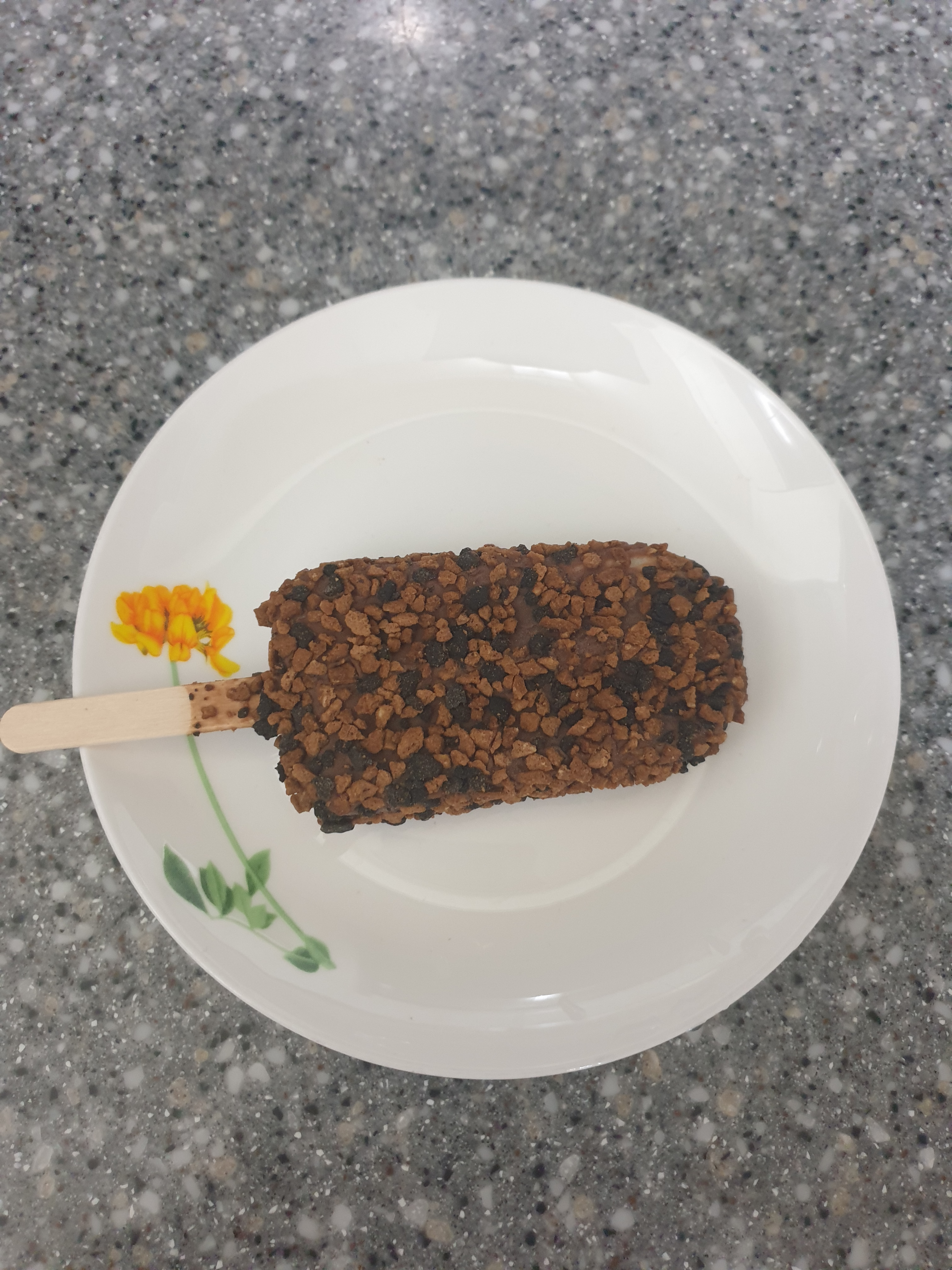

돼지바는 롯데웰푸드에서 생산된 아이스크림이다. 돼지바라는 이름은 1983년 돼지해(계해년)를 기념하여 생긴 것이다.

## 명칭 변천사
| 대수     | 명칭       | 사용 기간                            |
| -------- | ---------- | ------------------------------------ |
| 1대, 5대 | 돼지바     | 1983년 ~ 1990년 (7년), 2003년 ~ 현재 |
| 2대      | 복돼지바   | 1991년 ~ 1995년 (4년)                |
| 3대      | 福돼지바   | 1996년 ~ 1998년 (2년)                |
| 4대      | 색색돼지바 | 1999년 ~ 2002년 (3년)                |

## 다른 제품의 출시
- 돼지콘[2] (2017년 8월)
- 크런키 더블크런치바X돼지바[3] (2017년 9월)
- 라퀴진 돼지바 핫도그[4] (2017년 12월)

## 광고
세리에A에서 왈테르 사무엘이 골을 넣는 장면에 몬드그린을 이용해서 찍은 광고가 2014년에 방영된 적이 있다. 들어보면 다음과 같다.
<전략> 꿀물 샀다. 붸~ 산타클로스. 뭐? 바나나보다. 자메이카 뤩. 골먹어 페르시아. 그래, 뻔하네. 봤다. 바이크에 싸크로 써어어어~ 빨간 봉다리 깠어! 하나, 또! 우동보다 싸다매! 깠어! 하나 또! 깠어! 하나 또! 갑이요! 깠어! 하나 또! 돼지바 먹어봐, 까먹어! 롯데 돼지바. 또하나 까먹어, 꼭!
— 돼지바 광고 中

## 같이 보기
- 롯데제과
- 돼지
- 메로나